# Chi Kỳ lân
Chi Kỳ lân (danh pháp: Liatris) là chi thực vật gồm các loài hoa kỳ lân (còn gọi là cúc phất trần, cúc xà tiên, hoa đuôi ngựa) thuộc họ Cúc Asteraceae, bản địa Bắc Mỹ, México và Bahamas.
Các loài thuộc chi Kỳ lân là thức ăn của ấu trùng các loài bướm đêm Lepidoptera như Schinia gloriosa, Schinia sanguinea (cả hai loài bướm này chỉ ăn các loài trong chi Kỳ lân), Schinia tertia và Schinia trifascia.

## Các loài

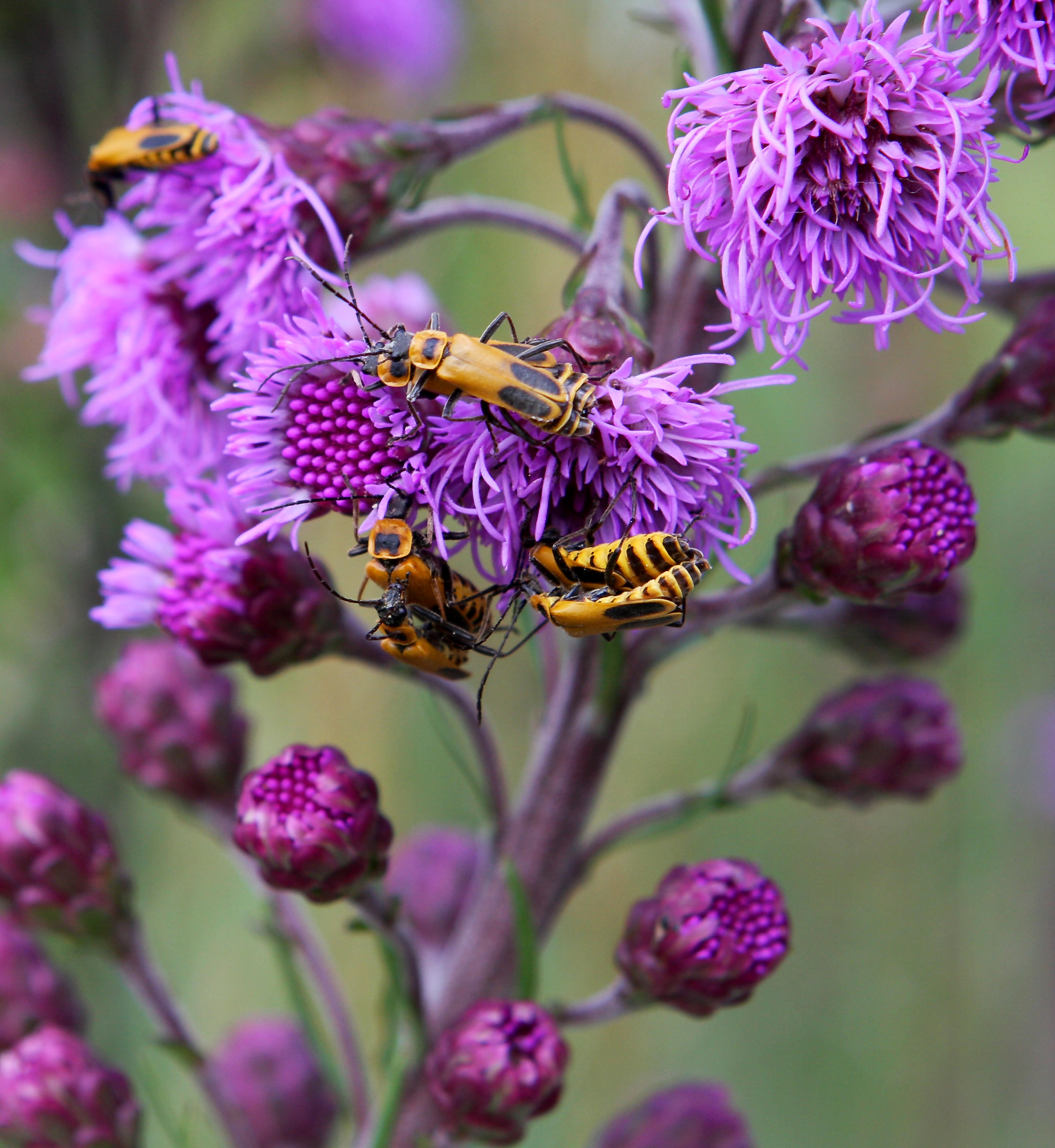
Hoa Liatris aspera.

Có 37 loài kì lân. Sau đây là một số loài:
- Liatris × boykinii Torr. & A.Gray
- Liatris × creditonensis Gaiser
- Liatris × deamii (Lunell) Shinners
- Liatris × fallacior (Lunell) Rydb. (pro sp.)
- Liatris × freemaniana J.R.Allison
- Liatris × frostii Gaiser
- Liatris × gladewitzii (Farw.) Farw. ex Shinners
- Liatris × macdanieliana J.R.Allison
- Liatris × ridgwayi Standl.
- Liatris × spheroidea Michx. (pro sp.)
- Liatris × steelei Gaiser
- Liatris × weaveri Shinners
- Liatris acidota Engelm. & A.Gray
  - Liatris acidota var. mucronata
  - Liatris acidota var. vernalis
- Liatris aestivalis G.L. Nesom & R. O'Kennon
- Liatris alata
- Liatris amplexicaulis
- Liatris angustifolia
- Liatris aspera Michx.
  - Liatris aspera var. intermedia
  - Liatris aspera var. salutans
  - Liatris aspera var. typica
- Liatris baicalensis
- Liatris bebbiana
- Liatris bellidifolia
- Liatris borealis
- Liatris botrys
- Liatris boykini
- Liatris boykinii
- Liatris brachystachya
- Liatris bracteata Gaiser
- Liatris brasiliensis
- Liatris callilepis
- Liatris carinata
- Liatris chapmanii Torrey & A.Gray
- Liatris cokeri Pyne & Stucky
- Liatris compacta (Torrey & A.Gray) Rydberg
- Liatris cordata
- Liatris corymbosa
- Liatris cylindracea Michx.
  - Liatris cylindracea var. solitaria
- Liatris cylindrica
- Liatris cymosa (H. Ness) K. Schumann
- Liatris deamii
- Liatris densispicata
- Liatris dubia
- Liatris earlei
- Liatris elegans (Walter) Michx.
  - Liatris elegans var. carizzana
  - Liatris elegans var. flabellata
  - Liatris elegans var. typica
- Liatris elegantula (Greene) K.Schum.
- Liatris fabellata
- Liatris fallacior (Lunell) Rydb.
- Liatris flabellata
- Liatris flexuosa
- Liatris fruticosa
- Liatris garberi A.Gray
- Liatris gholsonii L.C.Anderson
- Liatris glabrata
  - Liatris glabrata var. alabamensis
- Liatris glandulosa G.L. Nesom & R. O'Kennon
- Liatris gracilis Pursh
- Liatris graminifolia
  - Liatris graminifolia var. dubia
  - Liatris graminifolia var. lasia
  - Liatris graminifolia var. racemosa
  - Liatris graminifolia var. smallii
  - Liatris graminifolia var. typica
  - Liatris graminifolia var. virgata
- Liatris halei
- Liatris haywardii
- Liatris helleri Porter
- Liatris herrickii
- Liatris hirsuta Rydberg
- Liatris hirsutiflora
- Liatris hirsutissima
- Liatris intermedia
- Liatris ixioides
- Liatris kansana
- Liatris laevigata (Nutt.) Small
- Liatris lanata
- Liatris lanceolata
- Liatris lancifolia (Greene) Kittell in I.Tidestrom & T.Kittell
- Liatris langloisii
- Liatris latifolia
- Liatris laxa
- Liatris ligulistylis (A.Nelson) K.Schumann
- Liatris linaria
- Liatris lobelioides
- Liatris macrostachya
- Liatris magnifica
- Liatris marginata
- Liatris microcephala (Small) K.Schum.
- Liatris monocephala
- Liatris mucronata DC.
  - Liatris mucronata var. interrupta
  - Liatris mucronata var. typica
- Liatris nervata
- Liatris nieuwlandii
- Liatris novae angliae
  - Liatris novae angliae var. nieuwlandii
- Liatris odoratissima
- Liatris odoratissirna
- Liatris ohlingerae (S.F.Blake) B.L.Rob.
- Liatris oligocephala J.R.Allison
- Liatris oppositifolia
- Liatris paniculata
- Liatris patens G.L.Nesom & Kral
- Liatris pauciflora Pursh
- Liatris pilosa (Aiton) Willd.
  - Liatris pilosa var. gracilis
  - Liatris pilosa var. laevicaulis
- Liatris platylepis
- Liatris propinqua
- Liatris provincialis R.K.Godfrey
- Liatris pumila
- Liatris punctata Hook.
  - Liatris punctata f. albiflora
  - Liatris punctata var. coloradensis
  - Liatris punctata var. mexicana
  - Liatris punctata var. nebraskana
  - Liatris punctata var. typica
- Liatris pycnostachya Michx.
  - Liatris pycnostachya var. lasiophylla
- Liatris radians
- Liatris regimontis
- Liatris resinosa
- Liatris ridgwayi
- Liatris rosendahlii
- Liatris savannensis Kral & G.L.Nesom
- Liatris scabra
- Liatris scariosa (L.) Willd.
  - Liatris scariosa var. alba
  - Liatris scariosa var. deamii
  - Liatris scariosa var. nieuwlandii
  - Liatris scariosa var. novae-angliae
  - Liatris scariosa var. squarrulosa
  - Liatris scariosa var. typica
  - Liatris scariosa var. virginiana
- Liatris secunda
- Liatris serotina
- Liatris sessiliflora
- Liatris spheroidea Michx.
  - Liatris spheroidea var. salutans
- Liatris spicata (L.) Willd.
  - Liatris spicata var. macrostachya
  - Liatris spicata var. montana
  - Liatris spicata var. racemosa
  - Liatris spicata var. resinosa
  - Liatris spicata var. typica
- Liatris squamosa
- Liatris squarrosa (L.) Michx.
  - Liatris squarrosa var. alabemensis
  - Liatris squarrosa var. compacta
  - Liatris squarrosa var. floribunda
  - Liatris squarrosa var. glabrata
  - Liatris squarrosa var. gracilenta
  - Liatris squarrosa var. hirsuta
  - Liatris squarrosa var. intermedia
  - Liatris squarrosa var. luxurians
  - Liatris squarrosa var. typica
- Liatris squarrulosa Michx.
- Liatris tenuifolia Nutt.
  - Liatris tenuifolia var. laevigata
  - Liatris tenuifolia var. quadriflora
- Liatris tenuis Shinners
- Liatris tomentosa
- Liatris trichotoma
- Liatris turbinata
- Liatris turgida
- Liatris umbellata
- Liatris uniflora
- Liatris varia
- Liatris virgata Nutt.
- Liatris walteri

## Hình ảnh

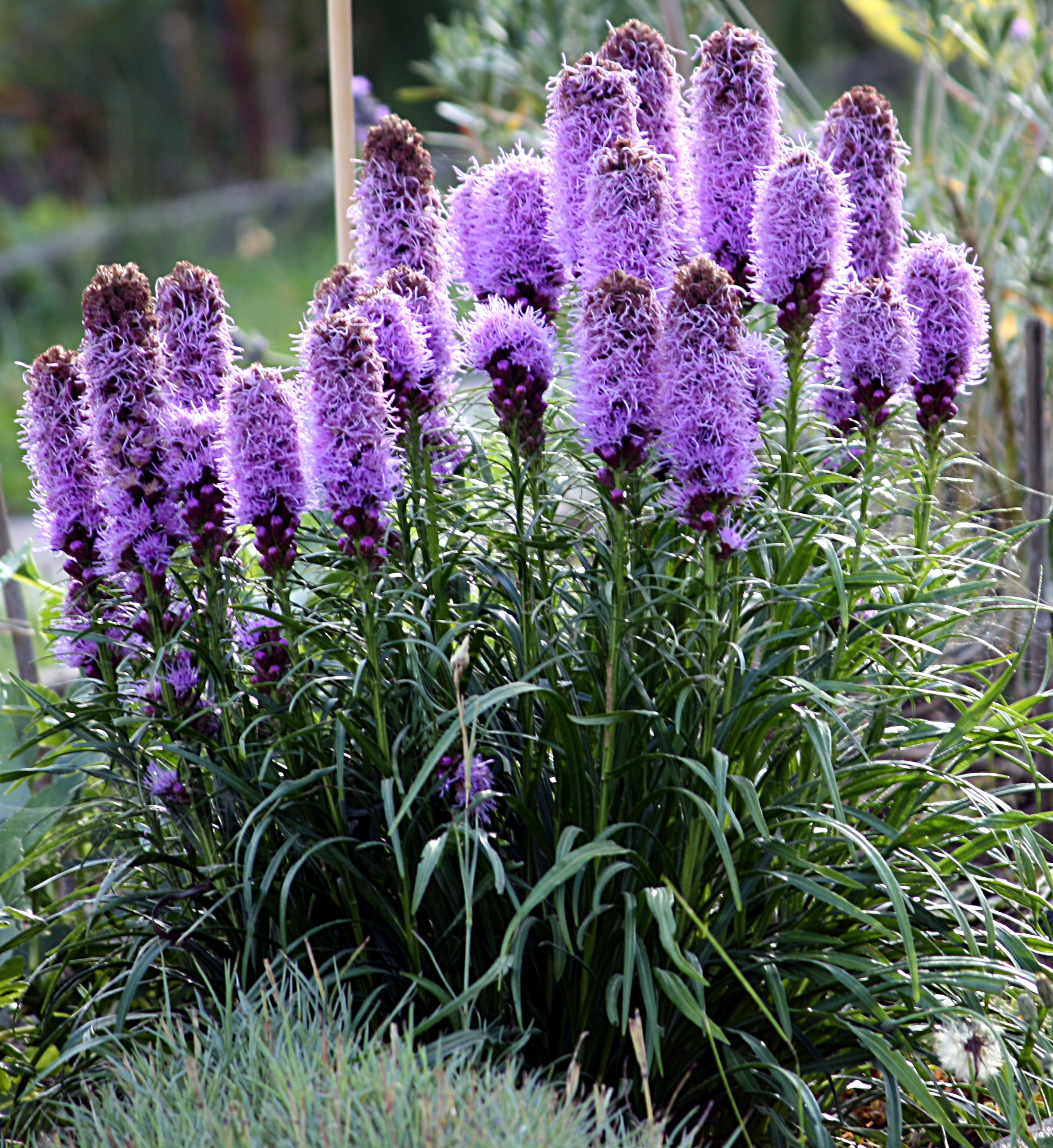
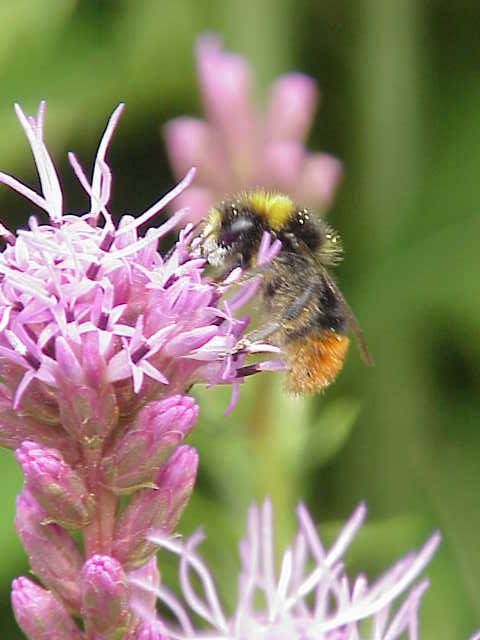
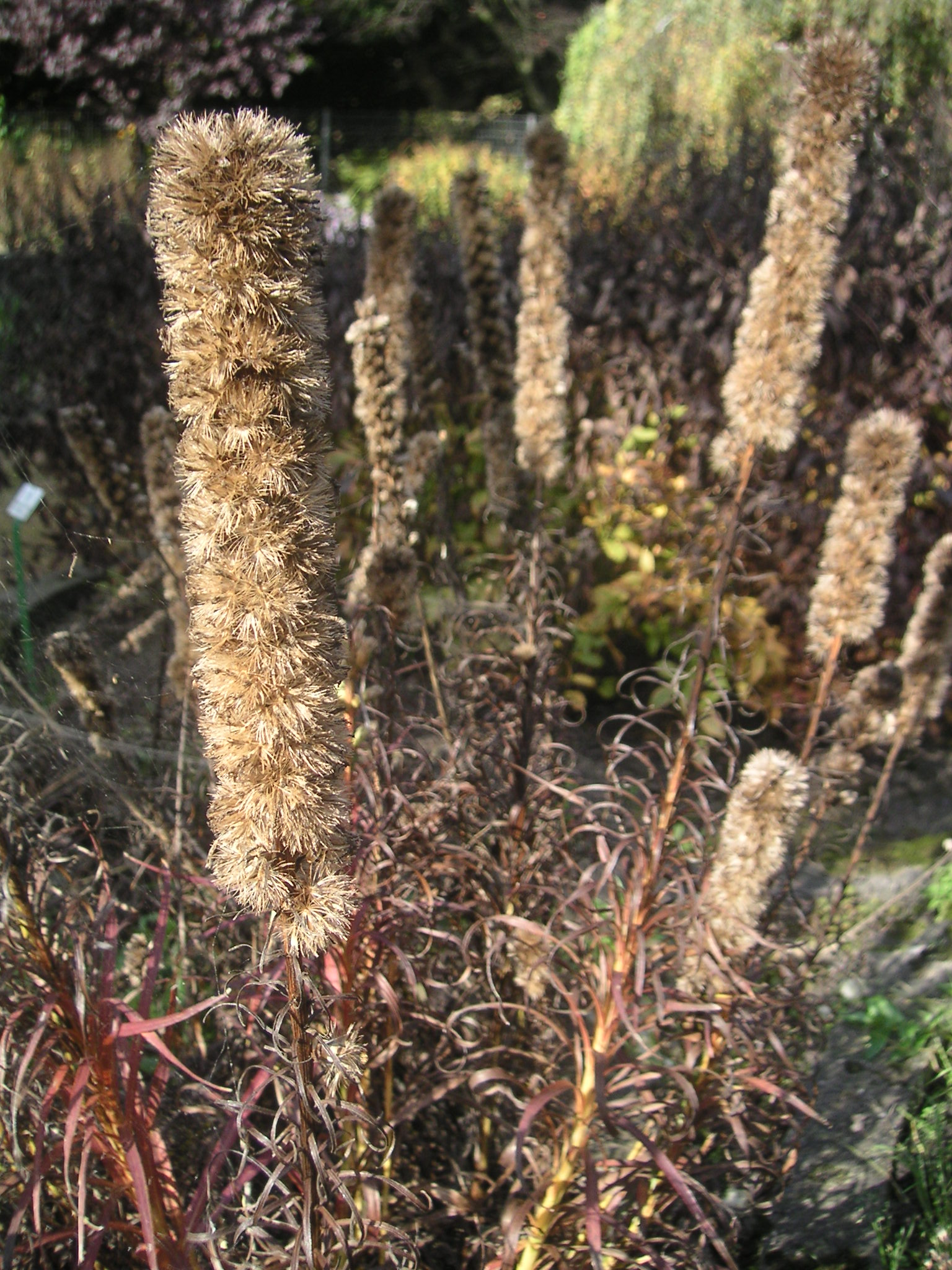
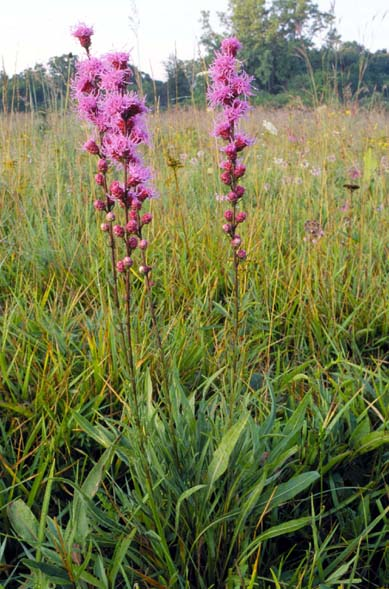